# لاعقلانية

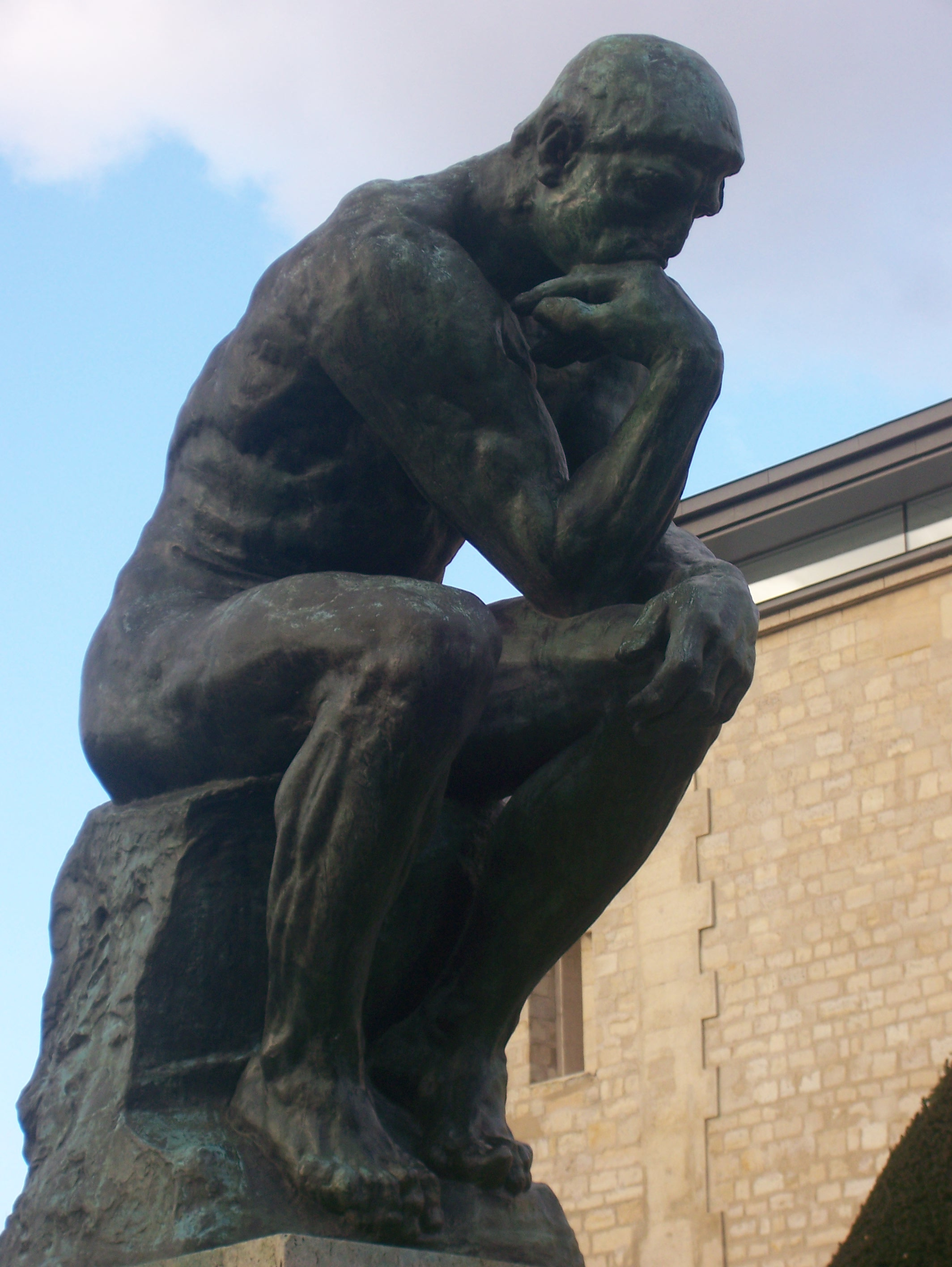

اللاعَقْلانِيّة أو اللامَنْطِقِيّة أو اللامعقوليّة أو انْعِدام الرَّشَادَة (بالإنجليزية: Irrationality)‏ هي إدراك، أو تفكير، أو حديث، أو تصرف بدون تعقل. يتم وصفها تحديداً بأنها تصرف يقوم به الإنسان أو رأي يعطيه بدون أي استدلالية، أو هي في وصف آخر، الاعتمادية على عواطف البشر في الاستدلال والإقناع. يستخدم هذا المصطلح لوصف التفكير والافعال التي تبدو أقل فائدة، أو اقل منطقية من البدائل الأخرى الأكثر عقلانية. السلوكيات اللاعقلانية للأفراد تشمل الهجوم أو الغضب حول موضوع لم يحدث بعد، والتعبير عن المشاعر المبالغ فيها (مثل البكاء الهستيري)، وأيضاً الحفاظ على توقعات غير واقعية، والانخراط في سلوك غير مسؤول مثل: ارتكاب المحظورات، القيادة بسرعة عالية، ترك الأطفال بدون رقيب، أو الاستمرار في التدخين رغم خطورته. أيضًا، قد يكون تصرف لاعقلاني عند المقامرة أو شراء تذاكر اليانصيب، مع التوقع أن النتيجة ستكون سلبية. 
هذه المفاهيم المعيارية معقدة ويصعب إثباتها تجريبيا لأننا لا نعرف أي معيار نستخدم للحكم على أن هذا التصرف أو الرأي عقلاني أو لاعقلاني. نحن نحكم على السلوك العقلاني أو اللاعقلاني من منظورنا الشخصي أو الاجتماعي.
اللاعقلانية، من الناحية التاريخية، هي نتيجة الفصل اليوناني للعقلانية (الشعارات) من العاطفة والحسية كمصادر للافتراضيات الكاذبة.

## اللاعقلانية المتعمدة
اللاعقلانية لا ينظر إليها دائما على أنها سلبية. دادا وهي حركة فنون سريالية، تبنت اللاعقلانية كوسيلة لـ «رفض التعليل والمنطق». أندريه بريتون، على سبيل المثال، جادل لرفض استخداماتنا لبعض الأمور التي يكون فيها المنطق والتعليل واضح لكن تعتبر مسؤولة عن العديد من المشاكل الاجتماعية المعاصرة.
في أدب الخيال العلمي، ينظر إلى العقلانية الواضحه على أنها ميزة قد تساعد في نقل الحضارة المعاصرة إلى مستقبل علمي يعتمد على التكنولوجيا. غير العقلانية في هذه الحالة، هو عامل إيجابي يساعد على تحقيق التوازن لاستخدام السببية أو التعليل المفرط. 
في علم النفس، يمكن النظر إلى العقلانية المفرطة بدون الإبداع باعتبارها شكلا من أشكال ضبط النفس والحماية. بعض المشاكل، مثل الموت والخسارة، قد لا يكون لها حل عقلاني عندما تحصل لنا. قد نطلب تفسيرات منطقية لمثل هذه الأحداث، في حين أن الاستجابة العاطفية المناسبة هي الحزن. اللاعقلانية إذاً هي وسيلة لتحرير العقل نحو حلول خيالية بحتة، للخروج من الأنماط التاريخية للاعتماد على أنماط جديدة تسمح للمرء أن يتخطى ما حدث.
[بحاجة لمصدر][بحاجة لمصدر][بحاجة لمصدر]

## اللاعقلاني
اللاعقلاني هو مصطلح واسع. ويمكن تطبيقه على أن يعني «شخص غير عقلاني». على نحو أدق، قد يعني شخص يرفض علناً بعض جوانب العقلانية. ويمكن أن ينظر إليها على أنها إما صفة سلبية، تستخدم بشكل مجازي، أو صفة إيجابية. على سبيل المثال، قد ينظر إلى الإيمان الديني على أساس أنه لا يحتاج أن يكون عقلاني (صفه سلبية)، في حين أن آخرين (حتى من نفس الدينية) قد ينظرون إلى عقائدهم على أنها لا تتعارض مع العقلانية وحسب بل تشجعها (صفة إيجابية). أحياناً كثيرة لا يسمح الناس لأنفسهم إعادة التفكير بما يؤمنون به بشكل عقلاني، ليس بسبب أنهم لا يؤمنون بعقلانيته، بل لأنهم يؤمنون أن الأدلة المنطقية ليست السبب الوحيد التي تثبت عقلانية ما يؤمنون به، وبهذا قد يصفهم الآخرون على أنهم لاعقلانيون. ومن جانب آخر، اللاعقلانيون يؤمنون أحياناً بعقلانية ما يفعلون لكنهم يبررون لأنفسهم بأنهم لا يملكون الوقت الكافي للبحث عن أدلة منطقية! مرة أخرى، الحكم يعتمد على أي منظور نستخدم عندما حكمنا على الآخرين، وما هو المقياس المستخدم لتحديد ما إذا كان هذا التصرف أو القول أو التفكير عقلاني أو لا. 